# Hernán Echavarría Hoyos
Hernán Echavarría Hoyos  (Medellín, 1939 - Medellín, 2013) fue un empresario, corredor de bolsa y economista colombiano.
Hernán Echavarría nació en 1939. Era miembro de la familia Echavarría. Se formó como empresario en Medellín en 1975. [cita requerida] Fue director de la junta directiva de la Corporación de belleza de Antioquia y en 1986 [cita requerida] fue director de Indeportes y más tarde fue socio del Club Unión de Medellín.
El 7 de febrero de 2013, debido a la  estafa del escándalo de Interbolsa Echavarría Hoyos se suicidó en Medellín.
Al final, dejó una niña, llamada Laura Sofía Echavarría quien ya no vive en Medellín, Si no en Guatemala, Guatemala. Quién para proteger su identidad cambió su apellido a los más comunes. (Haciéndole honor al nombre de su padre)   